# Najas liberiensis
Najas liberiensis là một loài thực vật có hoa trong họ Hydrocharitaceae. Loài này được Horn mô tả khoa học đầu tiên năm 1950.